# Château d'Arenfels

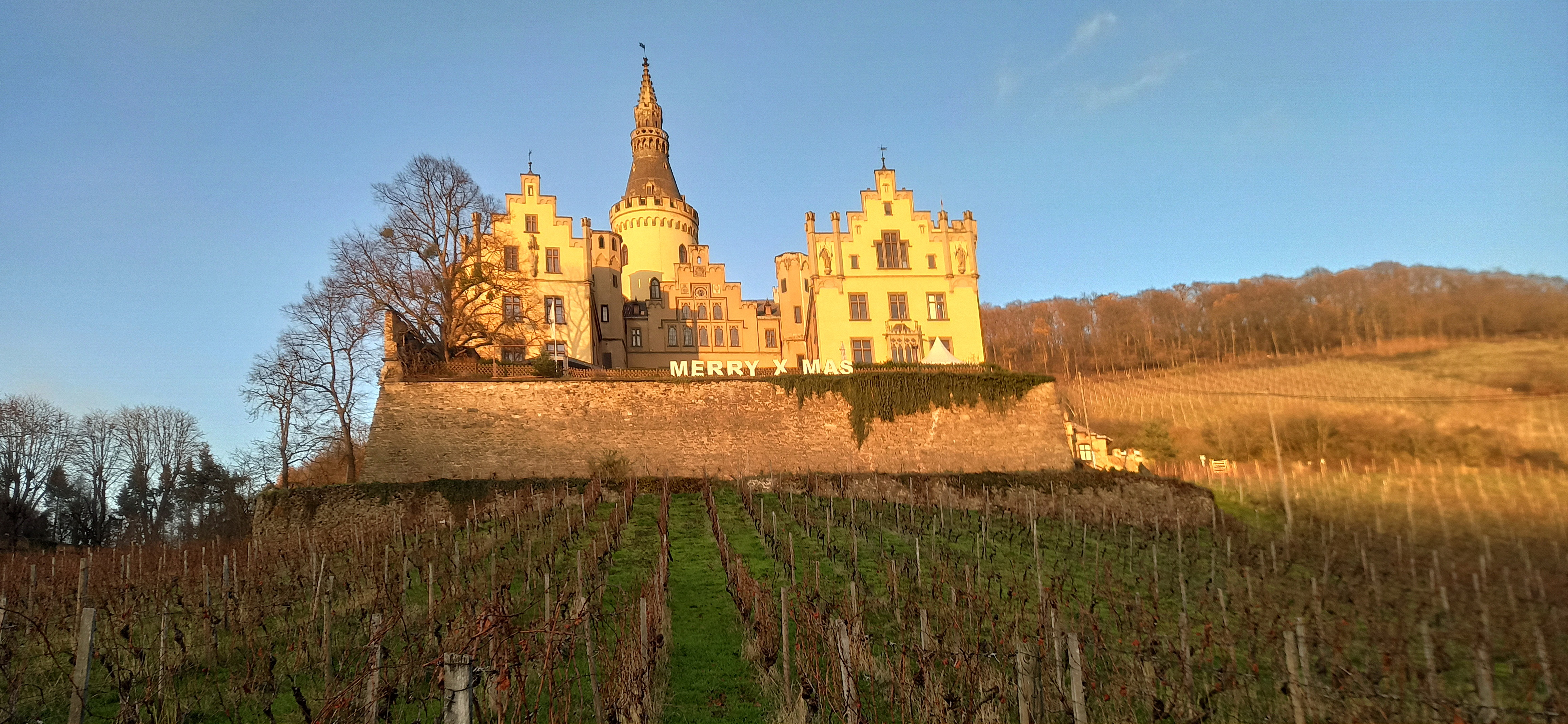
Château d'Arenfels en décembre 2020

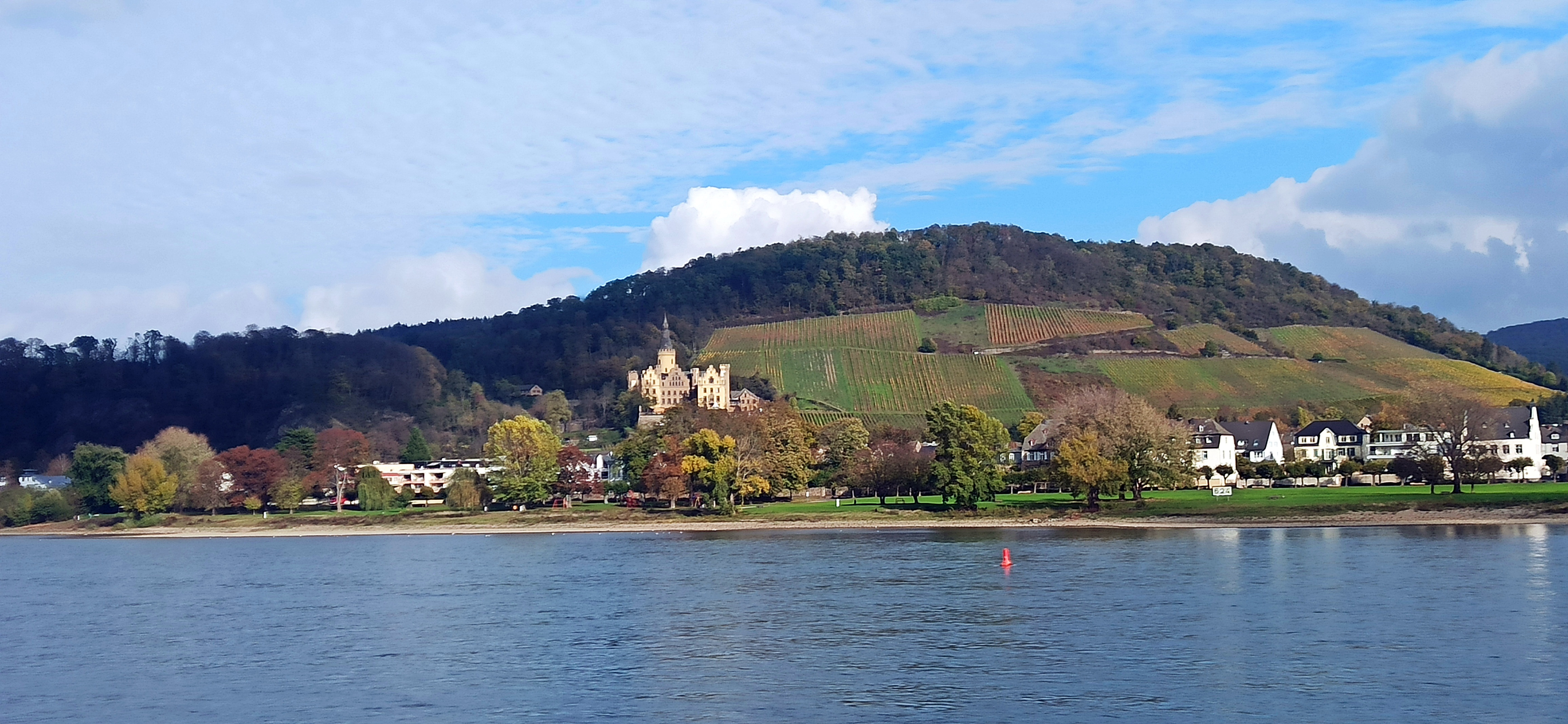
Château d'Arenfels, vu d'en face du Rhin (2022)

Le château d’Arenfels, anciennement aussi « Arienfels », est un ensemble de bâtisses sur une colline de vignes à Bad Hönningen en vallée du Rhin, Rhénanie-Palatinat, dont les origines remontent à un château médiéval du xiiie siècle. L’aspect actuel du château date de 1849 à 1855, lorsqu’il a été profondément modifié dans le style néogothique par un architecte célèbre : Ernst Friedrich Zwirner était un disciple de Karl Friedrich Schinkel. Zwirner, qui avait été chargé de la construction de la cathédrale de Cologne, fut engagé par le comte du Saint-Empire Friedrich Ludolph von Westerholt-Gysenberg (de). Compte tenu de ses 365 fenêtres, ses 52 portes et ses 12 tours, il a également le surnom de « château annuel ».

## Description
L’ensemble architectural se compose d’une partie centrale en forme de fer à cheval avec 3 ailes, ouvert vers le sud, et donc vers le fleuve, ainsi que les bâtisses des dépendances à l’arrière vers la colline du côté nord. Ces dernières datant du xixe siècle, avaient la fonction de remises et d’écuries. Leur rez-de-chaussée comprend des colonnes avec des renforts en fer ainsi que des décorations néogothiques.
Sur la façade ouest du château principal à 4 étages, on remarque le pignon Renaissance qui rappelle la construction précédente. Sur l’aile centrale est érigée une haute tour avec toit conique en pierres.

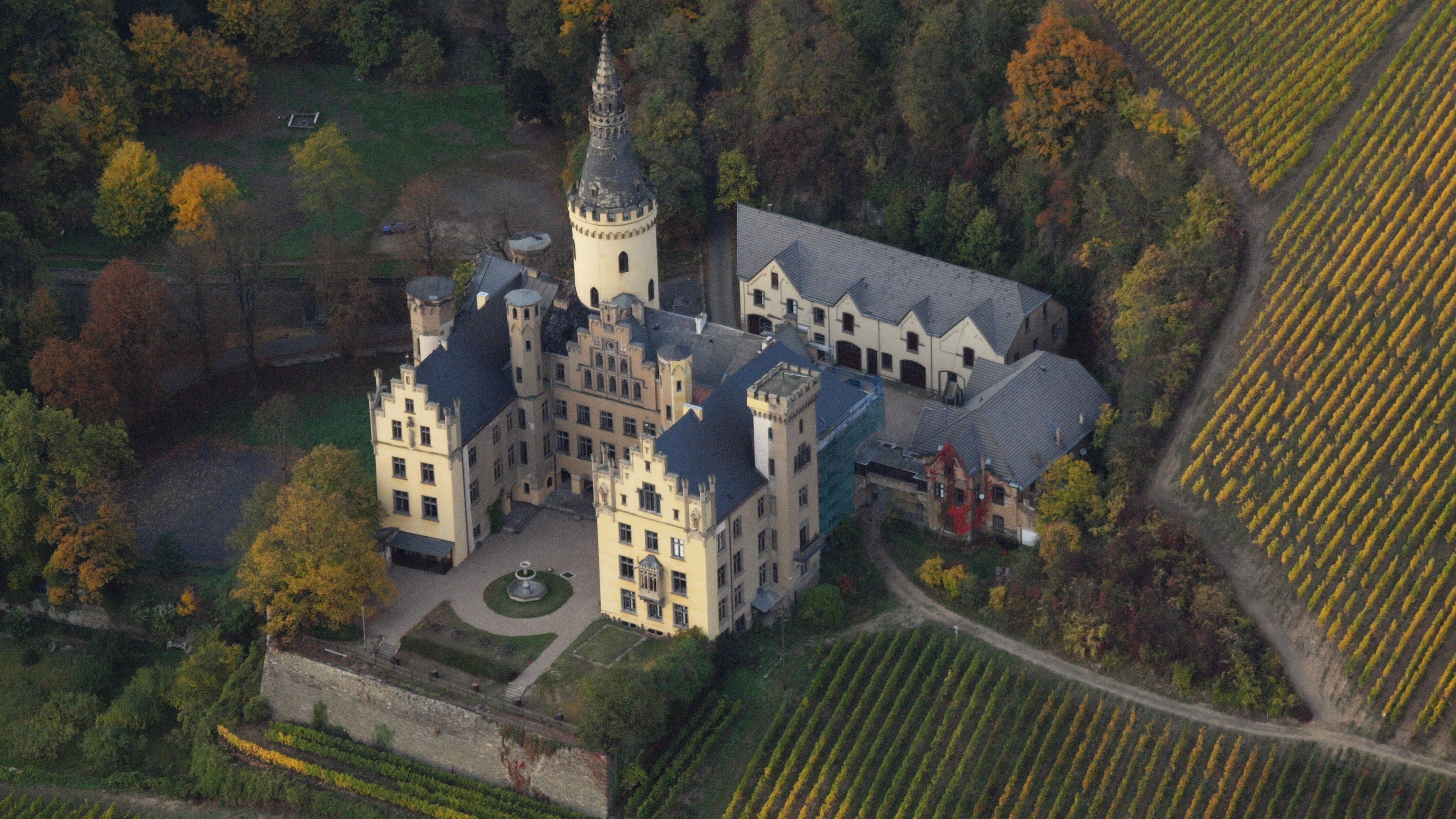
Château d'Arenfels, vue aérienne

Les ailes ouest et est se terminent au sud avec des pignons à redents et des statues en pierre, réalisées par Christian Mohr, sculpteur à la cathédrale de Cologne. La statue sur l’aile ouest est celle de Jeanne d’Arc, alors que les deux statues sur l’aile est représentent Godefroy de Bouillon et Richard Cœur de Lion. Le portail au nord de la section centrale comprend un balcon avec une balustrade en pierres montrant les armoiries de la famille de Westerholt-Gysenberg (de).
L’ensemble est couvert d’un crépi, qui a été partiellement renouvelé du côté Rhin pendant les années 2000 à 2003, en respectant la couleur ocre clair d’origine.
Les pièces privées des propriétaires se trouvaient au rez-de-chaussée, alors que le premier étage comprenait des salles de représentations.
L’aménagement intérieur comprend encore aujourd’hui beaucoup d’aspects architecturaux du style néogothique. Il y a par exemple la salle des chevaliers ainsi que des cheminées en marbre et en porcelaine de Wedgwood, mais également l’escalier en fonte reliant 3 étages, réalisé à la fonderie de Sayn selon les plans de Christoph Stephan.

## Les débuts - château fort duMoyen Âge
Une première fortification est réalisée sur un plateau rocheux au-dessus du Rhin, pendant les années 1258 et 1259 par Heinrich II von Isembourg (1213–1287) ou alors par son fils Gerlach (1246–1303 selon les écritures). Cette citadelle a été nettement plus petite que le château actuel.
La matière pour la construction de ce premier château a été trouvée directement sur place à partir des roches environnantes. La partie sud vers le fleuve a été sécurisée par une douve profonde, alors que le côté nord-est a été protégé par un donjon. Dans la cour intérieure il y avait un puits qui descendait jusqu’à la nappe phréatique du Rhin.
Les écrits mentionnent le château pour la première fois, en tant que « Burg Arenvels » dans une déclaration de caution de Gerlach von Isembourg pour la comtesse Mathilde de Sayn, datant du 6 aout 1259.
Ce château du xiiie siècle n’est pratiquement plus visible aujourd’hui. Il n'en reste que les fondations murées du donjon.
À l’extinction des héritiers de la famille de Isenburg-Arenfels en 1371, le château devenait la propriété de l’électorat de Trèves, qui le donna en fief à la famille de Isenburg-Grenzau.

## Le château de laRenaissance

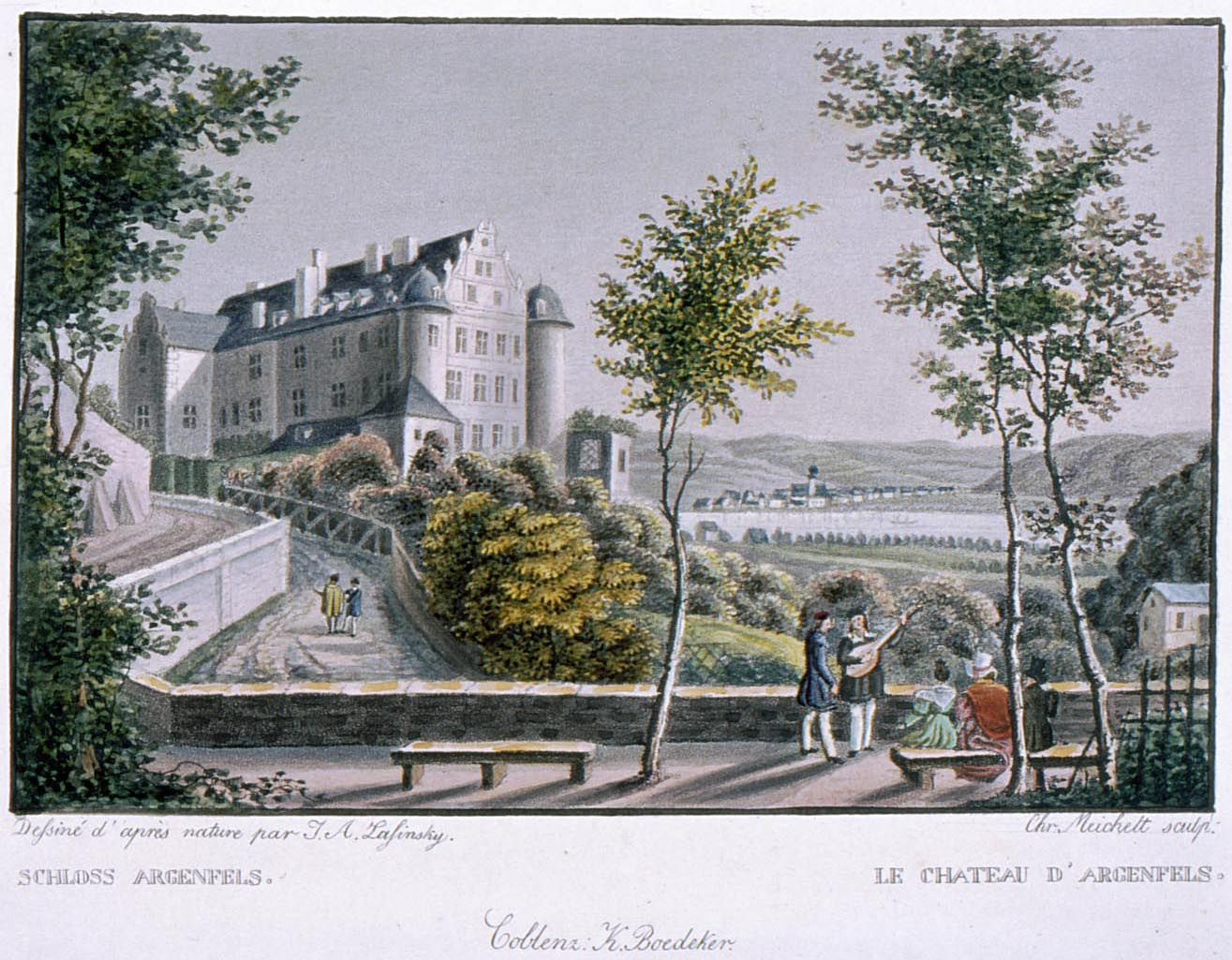
Château de la Renaissance Arenfels

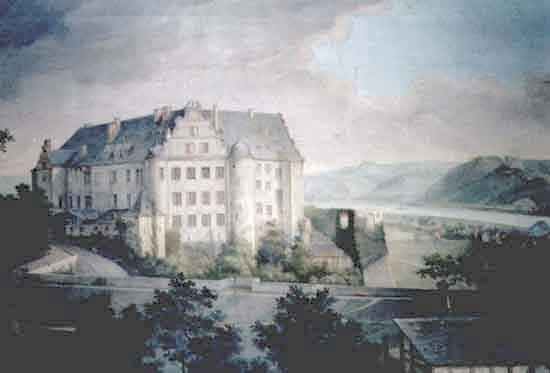
Château de la Renaissance Arenfels

Pendant la seconde moitié du xvie siècle, le comte Salentin von Isenburg-Grenzau transforma le château fort en château de la Renaissance. Il réalisa une aile du côté est dans le style de la Renaissance, qu’il raccorda par une aile centrale à l'aile ouest existante. L’utilisation de l’ensemble pour des fins militaires n’étant plus nécessaire à l’époque, les éléments de défense ont été retirés ou transformés. Aussi, les douves ont été rebouchées et le vieux donjon intégré dans la section centrale du château. Cet état des faits a finalement rendu la tâche facile aux troupes suédoises, qui occupaient le château pendant la guerre de Trente Ans.
Lorsque cette lignée de la famille s’éteint par la mort de Ernst von Isenburg-Grenzau en 1664, le prince électeur de Trèves récupéra ce fief et le donna finalement en 1670, avec la seigneurie correspondante, à un membre de la famille, à savoir au baron Johann Carl Caspar von der Leyen zu Adendorf. Ce dernier construisit les actuelles dépendances, puis réalisa des transformations considérables dans le but d’utiliser le château comme résidence d’été pour sa famille.
Au cours de la guerre franco-néerlandaise, le château d’Arenfels a été occupé par Henri de La Tour d'Auvergne, qui commandait alors l’armée française pour les basses régions du Rhin.

## Transformation en château dans lestyle néogothique

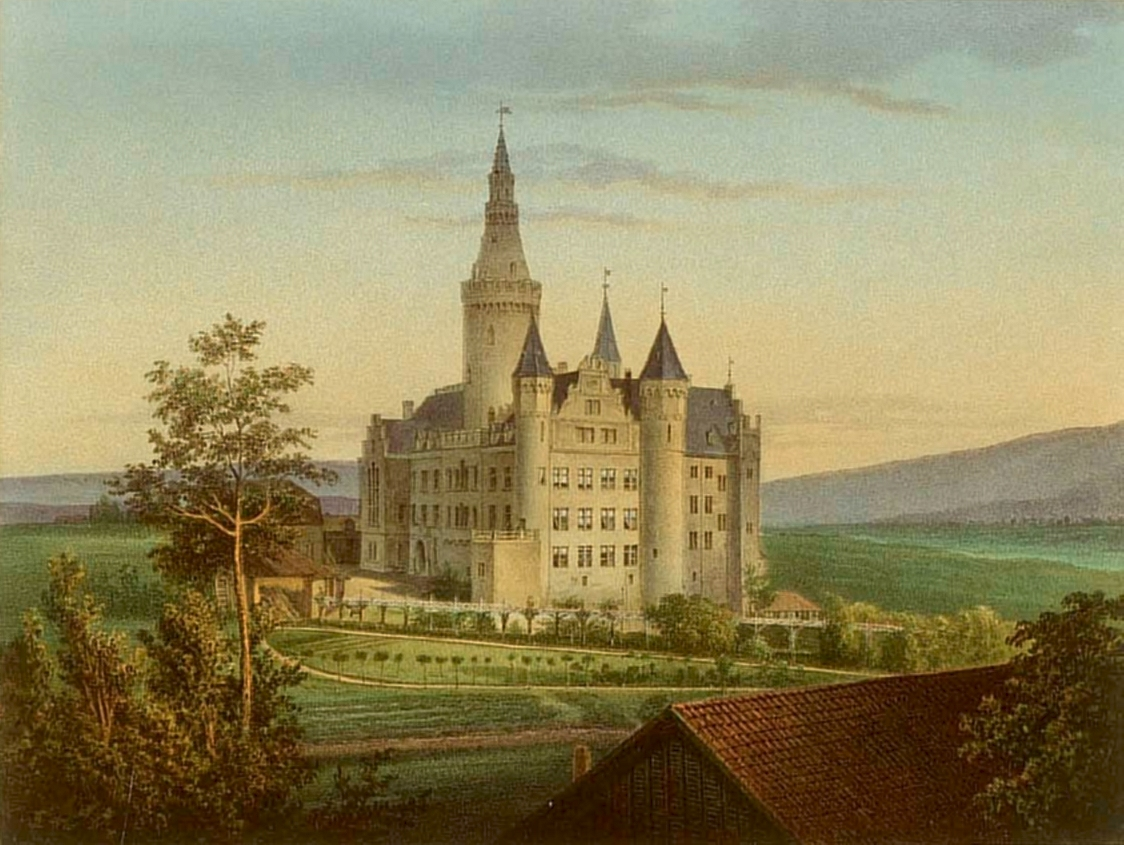
Château d'Arenfels au XIXe siècle

Le château et la seigneurie d’Arenfels restèrent la propriété de la famille von der Leyen jusqu’en 1848, bien que les moyens financiers manquèrent depuis le début du XIXe siècle, pour correctement entretenir l’ensemble. Il en résulta une lente dégradation des bâtisses. Pour remédier à ses problèmes de finance, la famille a finalement vendu le château en 1848 au comte Friedrich Ludolph von Westerholt-Gysenberg (de) qui voulait s’y installer avec sa femme Johanna von Charlé, et fit démarrer d’importants travaux de restauration dès 1849.
Il confia cette tache au maitre architecte à la cathédrale de Cologne, Ernst Friedrich Zwirner, qui réalisa une profonde transformation vers un style néogothique sur la base des modèles anglais et germaniques du Moyen Âge. Ces changements importants ne correspondaient pas vraiment aux plans du nouveau propriétaire, qui, initialement, ne voulait que restaurer le château de la Renaissance, mais se laissa convaincre par Ernst Friedrich Zwirner au fur et à mesure de l’avancement des travaux.
En 1852 se termina la mise en état et la transformation de l’aile est, suivie immédiatement par la refonte de la section centrale. Dès 1854 se construisît le donjon jusqu’à la couronne en créneaux, coiffée en 1859, par le caractéristique toit conique en pierres. La fin des travaux a eu lieu la même année avec l’achèvement de l’aile ouest et la construction des nombreuses petites tourelles sur la façade. Ernst Friedrich Zwirner transforma également la totalité de l’intérieur du château.
Le cout total des travaux, estimé initialement à 30.000 Thaler, s’éleva finalement à 135,000 Thaler.
Bien que le château d’Arenfels compte aujourd’hui parmi les exemples les plus remarquables du style néogothique rhénan, Ludolf Friedrichs von Westerholt-Gysenberg ne sembla pas totalement conquis, car il remarqua : « Il est regrettable que le château de la Renaissance soit irrémédiablement perdu ! Mais je suis quelque peu consolé par le fait que tellement d’ignorants d’art trouvent le château joli ».

## Le château auxxesiècleet après
À partir de 1931, un état des lieux a été réalisé par l’architecte et spécialiste en châteaux Bodo Ebhardt, suivi par une restauration sous sa direction. Mais les bâtiments ont été à nouveau fortement endommagés pendant la Seconde Guerre mondiale. Lors des combats pour le pont de Remagen à quelques kilomètres au nord, l’artillerie américaine a fait feu sur le château pendant 8 jours. Il en résulta que la tour et les deux pignons néogothiques orientés vers le Rhin menaçaient de s’effondrer. De plus, la galerie du donjon était partiellement détruite. La charpente du toit de l’aile ouest avait brulé et les autres charpentes étaient partiellement endommagées. Le 15 mars 1945, le château était remis en main des Américains. Lorsque ces derniers partirent après 8 semaines, le château était pillé et dans un délabrement avancé.
En raison des influences environnementales, l’état des murs du château se dégrada par la suite, bien que les propriétaires d’après-guerre entreprirent de nombreuses réparations, mais sans pouvoir réaliser les travaux lourds nécessaires. De ce fait, l'office de Rhénanie-Palatinat pour la protection des monuments historiques lança en 2000 un programme de restauration, notamment de la substance des murs. Ces travaux durent encore aujourd’hui. Ont déjà été réalisés, entre autres, la sécurisation des pignons néogothiques, l’application d’un nouveau crépi, ainsi que l’échange de la statue de Jeanne d’Arc, fortement endommagée, contre une copie conforme.
Quant au mobilier, après que de nombreuses pièces aient disparu pendant la Deuxième Guerre mondiale, l’importante collection d’armes et les livres précieux de la bibliothèque du château ont fait l’objet d’une vente aux enchères en 1951. Les 6500 livres sont aujourd’hui la propriété des archives de la ville de Bottrop. Elles ont été répertoriées et largement restaurées entre les années 1999 et 2011.
Un des anciens propriétaires du château d’Arenfels était Antonius baron Geyr von Schweppenburg, un petit-fils du comte Westerholt-Arenfels († 1951), fils de Theodor Kuno Geyr von Schweppenburg (* 8. août 1918; † 14. septembre 2015) ainsi que de Wilhelmine comtesse Westerholt-Arenfels.
Les actuels locataires du château d’Arenfels sont Benedikt Feltens et son partenaire Johnny Sauvourel, qui organisent au château des conférences ainsi que des fêtes de sociétés et de familles. Ils ont également ouvert un restaurant au château, depuis mai 2000, le « Schlosseria ».